# Ferrari F430
Ferrari F430 je sportovní automobil, který byl představen v roce 2004 na autosalonu v Paříži. Je nástupcem Ferrari 360 Modena. Nahrazen v roce 2009 modelem 458 Italia, který byl odhalen 28. července 2009.

## Technické údaje

### Rozměry
- Rozchod kol vpředu: 1 669 mm
- Rozchod kol vzadu: 1 616 mm
- Objem zavazadlového prostoru: 250 l
- Rozložení hmotnosti: 43 % vpředu, 57 % vzadu

### Jízdní vlastnosti
- Max. rychlost: 315 km/h
- Zrychlení z 0 na 100 km/h: 4,0 s
- Pro manuální převodovku:
  - 400 m s pevným startem: 12,00 s
  - 1 000 m s pevným startem: 21,65 s
- Pro převodovku F1:
  - 400 m s pevným startem: 11,95 s
  - 1 000 m s pevným startem: 21,60 s

### Motor
F430 pohání zážehový osmiválec odvozený od motoru Ferrari/Maserati. Tato nová pohonná jednotka je velmi významná pro Ferrari. Všechny předchozí modely s osmiválcem byly potomky Dino závodního programu z 50. let. Tento 50letý vývojový cyklus skončil právě tímto úplně novým motorem 4,3 l, architekturou, u které se předpokládá, že nahradí dvanáctiválce odvozené od Dina ve většině modelů Ferrari.
- Objem: 4 308 cm3
- Max. výkon: 360,3 kW (490 k) při 8 500 ot/min
- Max. točivý moment: 465 Nm při 5 250 ot/min
- Kompresní poměr: 11,3:1
- Vrtání × zdvih: 92 × 81 mm

### Design

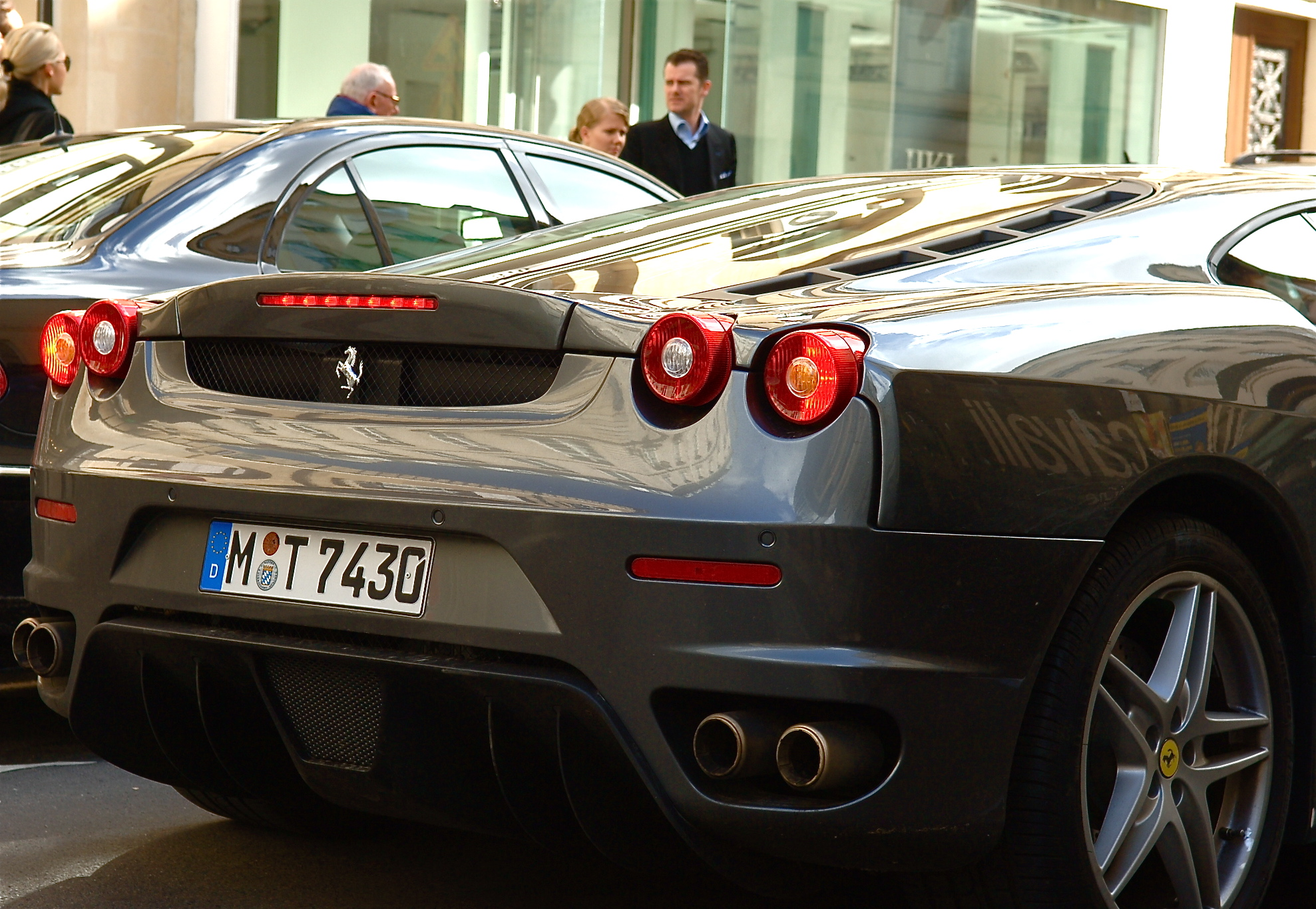
F430 zezadu

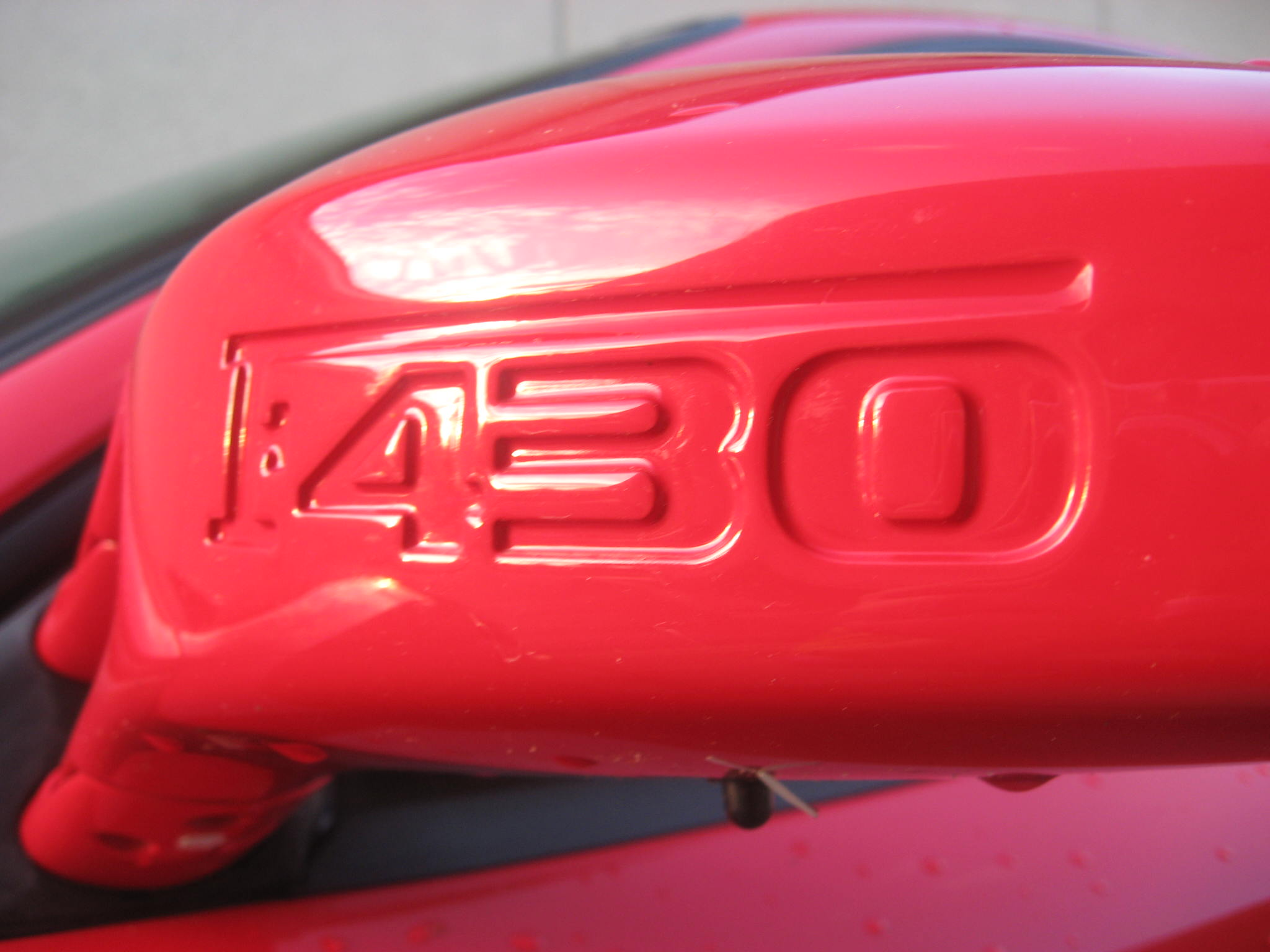
Boční zrcátko F430

Karoserie byla upravena tak, aby byla více oblá a aerodynamická. Ačkoli součinitel odporu vzduchu zůstal stejný, přítlak se velmi zvýšil. Na voze najdeme několik Ferrari: vzadu byla přidáná zadní světla a vevnitř větrací otvory z Enza. Název automobilu je vytlačený na bočních zrcátkách ve stylu Testarossa. Velké oválné otvory v předním nárazníku připomínají závodní modely Ferrari ze 60. let, konkrétně modely 156 a 250 TR61 Le Mans Phila Hilla.

### Brzdy
Brzdy na F430 byly navrženy v úzké spolupráci s firmou Brembo. Výsledkem jsou disky z nové slitiny. Tato slitina obsahuje molybden, který lépe odvádí teplo. Další volbou, kterou Ferrari poskytuje, je použití uhlíkolaminátových keramických (C/SiC) disků. Keramika je mnohem odolnější vůči vysokým teplotám, při nichž kovové brzdy více „uvadají“. Brzdy F430 nabízejí nejen výborné vlastnosti, ale také delší výdrž. Ferrari tvrdí, že brzdy „neuvadnou“ ani po 300–360 kolech na jejich testovací dráze.

### Doplňky
F430 obsahuje E-Diff, počítačem řízený samosvorný diferenciál, který může měnit rozložení točivého momentu na základě vstupů, jako jsou úhel zatočení a bočního přetížení. Další důležitou věcí, kterou Ferrari poprvé použila u F430, je ovladač manettino umístěný na volantu. Řidič může vybírat z pěti různých možností, které mění nastavení ESP systému, elektronického zavěšení, chování řazení, odezvu plynu a E-Diff. Toto ovládání je podobné jako „Terrain Response“ u Land Roveru. Tento model také obsahuje exkluzivní pneumatiky Goodyear Eagle F1 GSD3 EMT, které mají výrazný vzorek ve tvaru V, možnost nouzového dojezdu po defektu a technologii OnTRED.

## F430 Spider

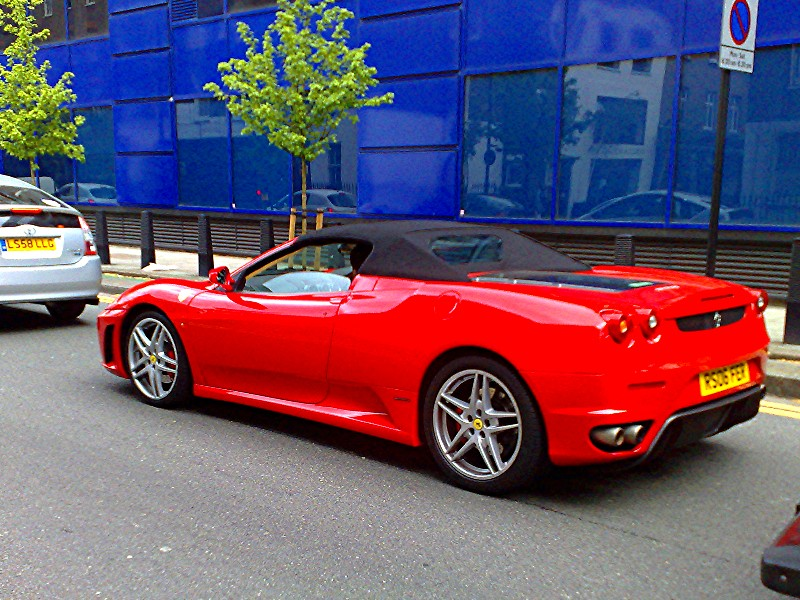
F430 Spider v Londýně

F430 Spider je verze se sklápěcí střechou vycházející z verze kupé. Jedná se o 21. silniční Ferrari se sklápěcí střechou. Spider je stejně jako kupé podobné modelu 360.
Vůz měl premiéru na autosalonu v Ženevě. Byl navržen Pininfarinou, která použila aerodynamické simulace, používané u vozů F1.
Střešní panel se automaticky složí na místo nad motorem. Interiér je totožný s verzí kupé. Hmotnost vozu činí 1 420 kg celková a 1 520 kg pohotovostní, maximální rychlost je přes 310 km/h a zrychlení z 0 na 100 km/h za 4,1 s.

## F430 Challenge
F430 Challenge je závodní verze pro Ferrari Challenge. Motor zůstal nedotčený, ale hmotnost vozu se snížila na 1 225 kg (pohotovostní). Tento model byl odhalen na losangeleském autosalonu v lednu 2005.

## F430 GT2

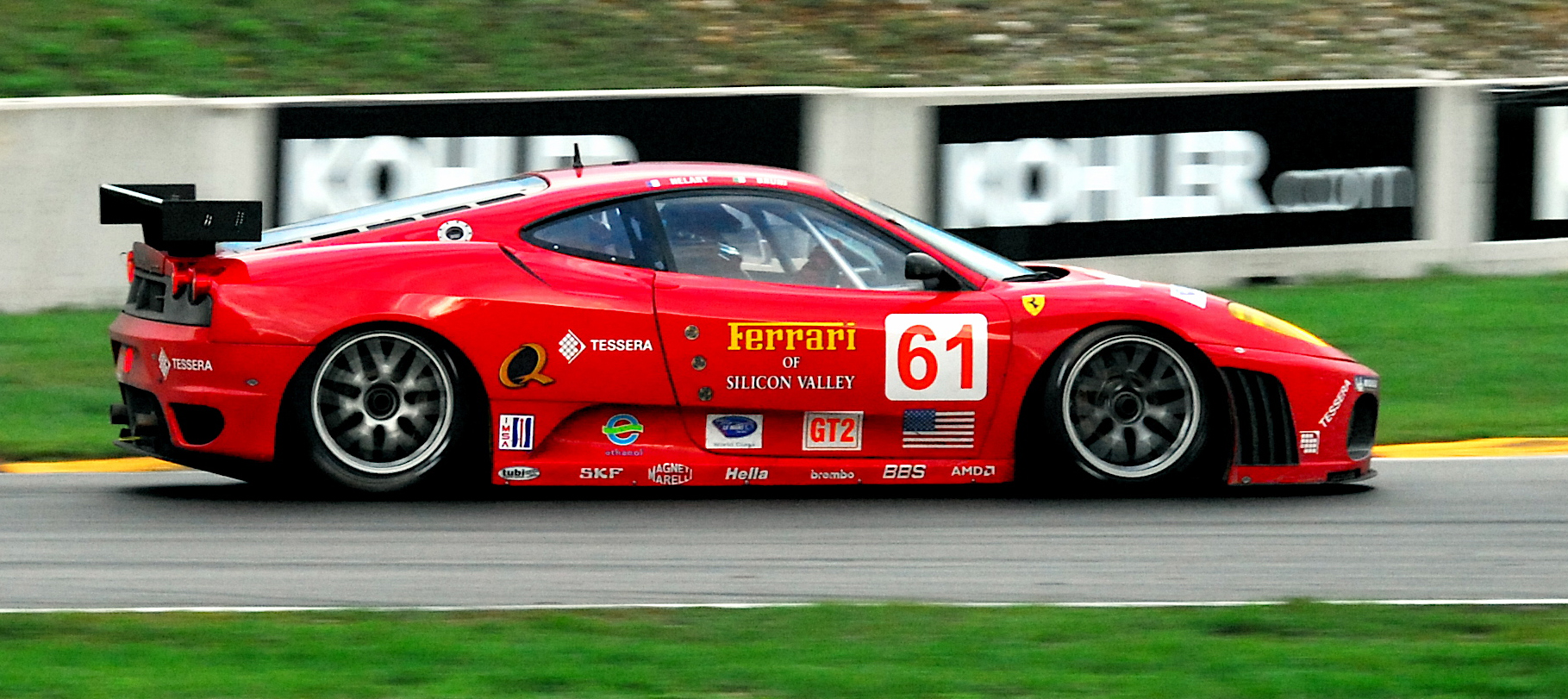
Risi Competizione Ferrari F430 GT2

Model F430 GT2 byl vytvořen, aby nahradil model 360 GTC v roce 2006. Je to závodní vůz navržený pro závody v mezinárodní třídě GT2, jako je American Le Mans Series, Le Mans Series, and FIA GT Championship. Vůz závodí také na 24 hodin Le Mans. Je to nejrychlejší a nejlépe vyvinutá závodní verze F430.

## F430 GT3
Model vycházející z verze F430 Challenge, navržený pro závod FIA GT3 European Championship, je také používán pro národní závody jako British GT a FFSA GT. Mechanicky je podobné jako F430 Challenge, ale má lepší aerodynamiku a je výkonnější.
Motor produkuje výkon 410 kW (558 k), je mnohem výkonnější než verze GT2. Nicméně kvůli pravidlům GT3, vůz musí mít okolo 2,6 kg/k, vůz váží 1 219 kg (bez paliva a řidiče), což je o 119 kg víc než váží verze GT2. Navzdory vyššímu výkonu a trochu vyšší hmotnosti, je výrazně pomalejší než verze GT2.

## 430 Scuderia

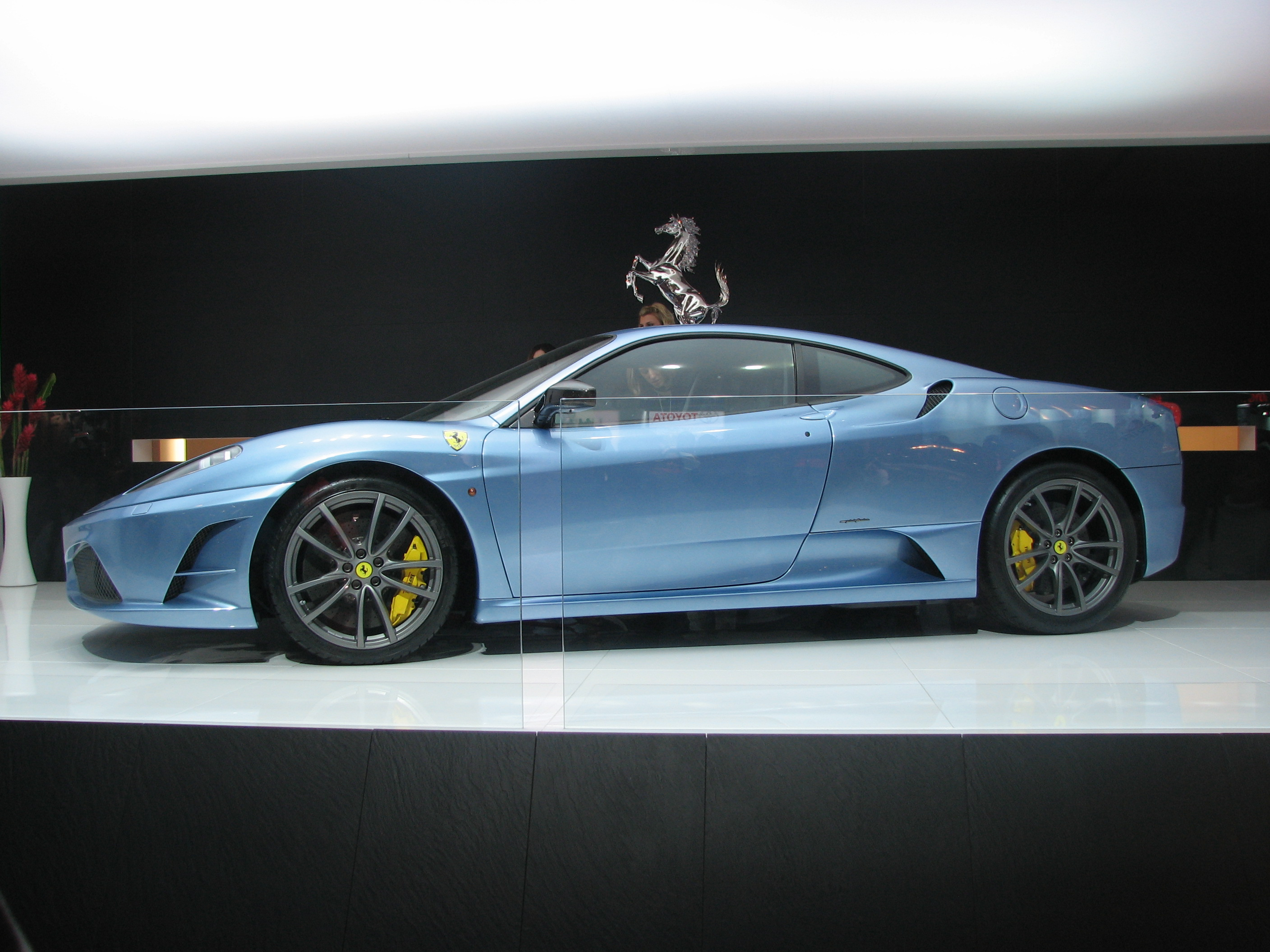
Ferrari 430 Scuderia na mezinárodní severoamerické přehlídce automobilů 2008

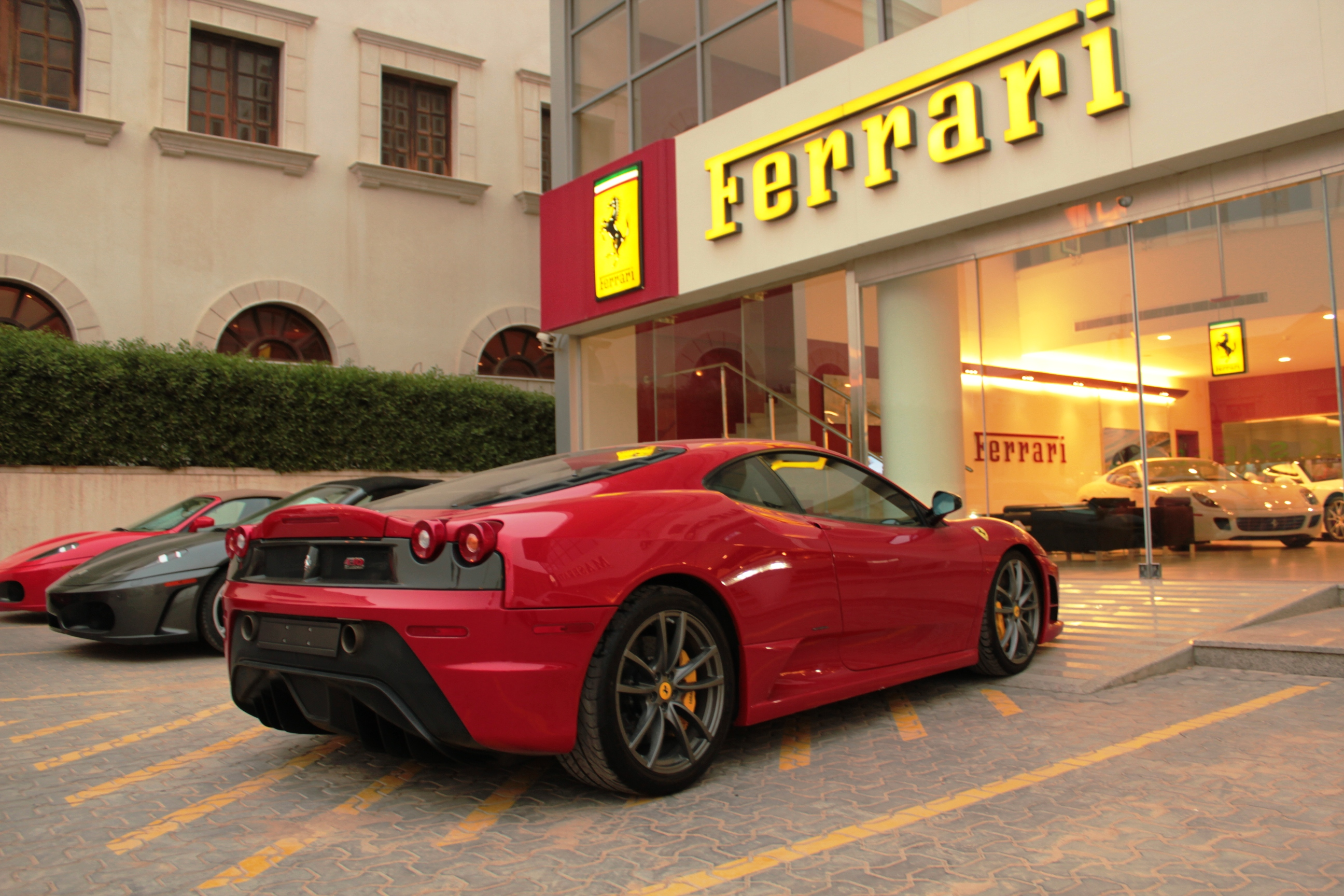
Ferrari 430 Scuderia v Rijádu, Saúdská Arábie

Jako následovník Challenge Stradale, model 430 Scuderia byl odhalen Michaelem Schumacherem na mezinárodním autosalonu ve Frankfurtu. Vůz má konkurovat automobilům jako Porsche 911 GT3 RS nebo Lamborghini Gallardo Superleggera („superleggera“ znamená superlehký). Vůz je lehčí (o 100 kg) a mnohem výkonnější (379 kW při 8 500 ot/min), než standardní F430. Výkon se zvýšil díky přepracovanému sání, výfuku a vyššímu kompresnímu poměru. Tím se snížil poměr váha/výkon z 2,96 kg/k na 2,5 kg/k. Ferrari tvrdí, že je rychlejší na okruhu Fiorano než Enzo.

### Jízdní vlastnosti
- Maximální rychlost: 320 km/h
- Zrychlení z 0 na 100 km/h: 3,6 s
- Zrychlení z 0 na 200 km/h: 11,6 s
- 1 000 m s pevným startem: 20,9 s

## Scuderia Spider 16M

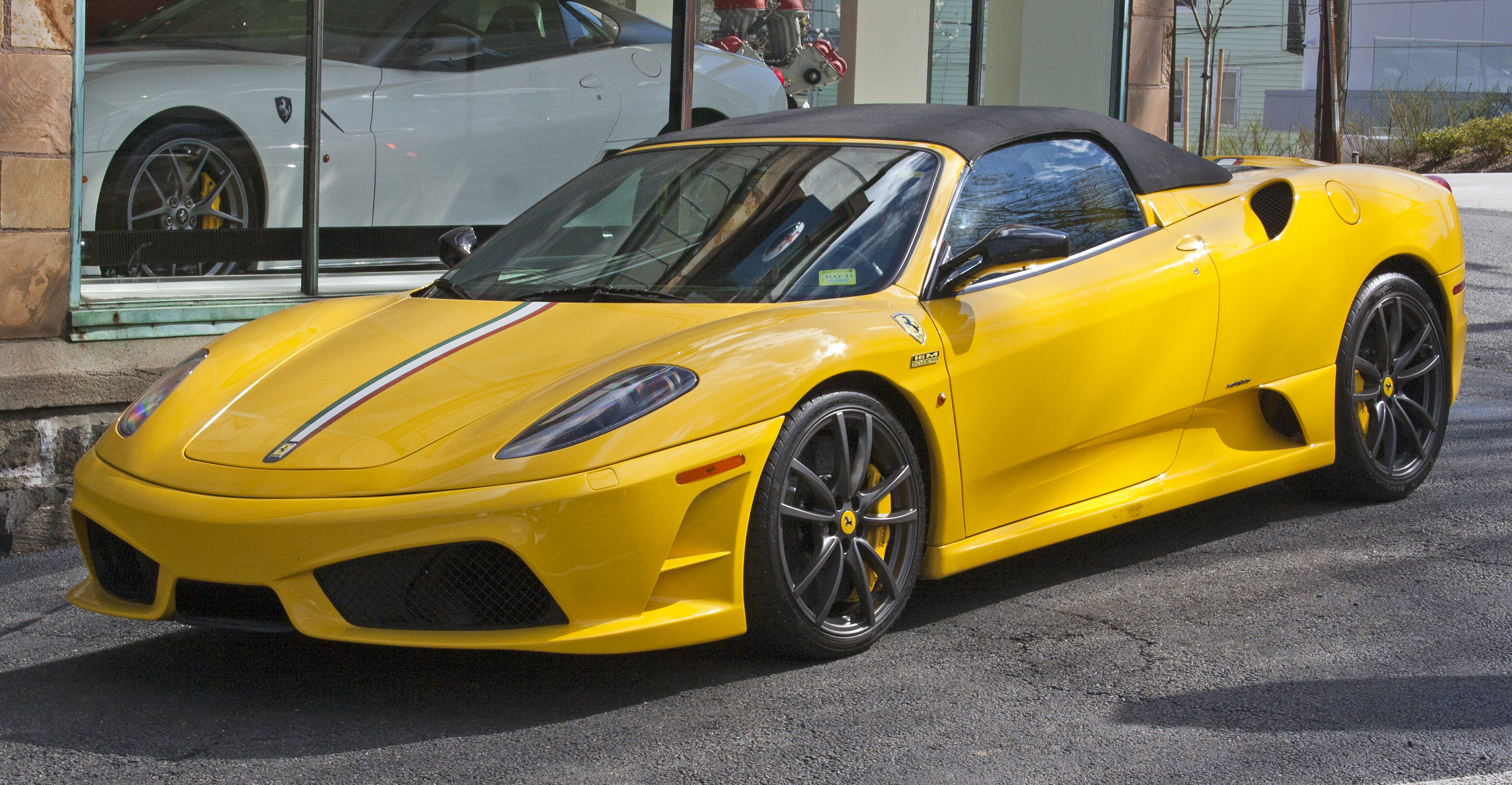
Ferrari 430 Scuderia Spider 16M

Ferrari vytvořila model Scuderia Spider 16M k oslavení 16. vítězství poháru konstruktérů v závodech F1. Je to verze 430 Scuderia se stahovací střechou. Má být vyrobeno pouze 499 kusů.

### Technické údaje
- Max. výkon: 375,4 kW (510 k) při 8 500 ot/min
- Max. točivý moment: 470 Nm při 5 250 ot/min
- Max. rychlost: 315 km/h
- Zrychlení z 0 na 100 km/h: 3,7 s
- 1 000 m s pevným startem: 21,1 s
- Celková hmotnost: 1 340 kg
- Pohotovostní hmotnost: 1 440 kg

## F430 Spider Bio Fuel
Verze F430 Spider, která jezdí na ethanol, nazvaná F430 Spider Bio Fuel, byla představena v roce 2008 na autosalonu v Detroitu.

## SP1
SP1 (Speciální projekt 1), byl prvním speciálem vyrobeným mimo program Ferrari. Karoserie byla navržena bývalým zaměstnancem Pininfariny Leonardem Fioravantim na příkaz japonského obchodníka a sběratele Džuničira Hiramacua, který obdivoval Fioravantiho prototyp F100 z roku 1998.